# 克拉伦斯宫
克拉倫斯宮（英語：Clarence House，或譯克拉倫斯府）是一棟位於英國倫敦西敏市林蔭路的王室居所，由約翰·納許設計，建於1825年至1827年，毗鄰聖詹姆士宮，以當時的克拉倫斯公爵威廉（日後的英國國王威廉四世）之封號命名。克拉倫斯宮目前是國王查爾斯三世和卡米拉王后在倫敦的住所。
克拉倫斯宮多年來經歷多次大規模整修與重建。第二次世界大戰閃電戰期間，克拉倫斯宮在敵軍轟炸中遭受嚴重破壞，原始建築結構均未留存。如今的克拉倫斯宮為一級登录建筑，每年夏天（通常是8月）開放遊客參觀一個月。
克拉倫斯宮曾是英國女王伊莉莎白二世登基前的居所；女王登基後改為伊莉莎白王太后居所；2003年以後，則是劍橋公爵威廉王子（至2011年4月）與薩塞克斯公爵哈里王子（至2012年）的居所。克拉倫斯宮是英王查爾斯三世登基前的居所。2003年，查理斯王子和伴侶卡米拉搬入克拉倫斯宮，自此克拉倫斯宮即為威爾斯親王辦公室的代名詞。（過去也曾使用聖詹姆士宮為代稱）。

## 歷史
克拉倫斯宮由克拉倫斯公爵威廉委託建築師約翰·納什設計，1825年開工，1827年落成。威廉四世登基初期（1830年至1837年）仍住在克拉倫斯宮。之後，威廉四世將克拉倫斯宮改為妹妹奧古斯塔·索菲亞公主的住所，索菲亞公主於1840年去世後傳給維多利亞公主，1866年再傳給阿爾弗雷德親王，親王在此居住直到1900年去世。
1900年至1942年間，克拉倫斯宮成為阿爾弗雷德親王之弟亞瑟親王的居所。1930年代，亞瑟親王居住期間，克拉倫斯宮曾短暫成為亞非學院圖書館所在地，直到英國政府在1939年疏散倫敦大學院校、亞非學院搬到劍橋為止。

## 外部連結
- 克拉倫斯宮官方介紹 （页面存档备份，存于） （英式英语）